# 자바 루피
자바 루피는 1816년까지 자와섬의 통화였다. 1 자바 루피는 30 스튀베르 (stuiver) 또는 4 두이트 (duit 또는 doit)로 나뉘었다. 자바 루피는 후에 네덜란드령 인도 굴덴으로 대체되었다.
만들어진 화폐는 모두 동전으로 1 두이트, ½, 1, 2 스튀베르의 구리동전과 ½, 1 루피의 은동전, ½ 모후르의 금동전 (½ 금루피) 이 주조되었다.